# Свети Димитър (Атища)
Вижте пояснителната страница за други значения на Свети Димитър.
„Свети Великомъченик Димитрий“ или „Свети Димитър“ (на македонска литературна норма: „Свети Димитар“, „Свети Димитриј“) е късновъзрожденска православна църква в кичевското село Атища, Северна Македония. Църквата е под управлението на Преспанско-Пелагонийската епархия на Македонската православна църква.
Църквата е гробищен храм, разположен на километър западно от селото. Изградена е в 1936 – 1938 година. Резбованият иконостас е изработен няколко години по-късно. Иконите на него са дело на братовчедите Андон (Доне) Георгиев Донев и Илия Димитров Донев от село Гари.